# منتخب السعودية في كأس ديفيز
يمثل منتخب السعودية في كأس ديفيز السعودية في منافسة كأس ديفيز لكرة المضرب ويديره الاتحاد السعودي للتنس.
أفضل مشاركة للسعودية كانت في الأعوم 1991 و1994 و1996 و1997.

## التاريخ
تنافست السعودية في أول بطولة لها عام 1991.

## الفريق الحالي
- فهد السعد
- فيصل الربدي
- عمر أحمد
- عمر الثاقب

## انظر ايضًا
- كأس ديفيز